# Pichincha
Pichincha je vulkán nacházející se přibližně 10 km západně od hlavního ekvádorského města Quito. Je to rozsáhlý sopečný komplex o rozloze 200 km². Vulkán má hlavní dva vrcholy, vzdálené od sebe 6 km – neaktivní Rucu Richincha (4700 m) a Guagua Pichincha (4794 m), který je v současnosti aktivní a pod stálým dohledem seismologů. Oba vrcholy tvoří stratovulkán, zčásti propadlý či zbořený do vlastní ohromné kaldery.

## Erupce
První zaznamenaná erupce proběhla v roce 1533, další pak v letech 1538, 1556, 1575 a 1582. Největší erupce byla zaznamenána v roce 1660, kdy se popel dostal 500 km daleko a blízké město Quito bylo pokryto 40 cm sopečného popílku. Několik menších erupcí bylo zaznamenáno v 19. století. V roce 1981 vypustil vulkán několik oblaků kouře a v roce 1999 se z jeho nitra ozvalo dunění. Poslední aktivita byla zdokumentována 17. dubna 2003 (malé zemětřesení, vyvolané vulkanickou aktivitou).

## Přístup
Výstup na vulkán je možný, ale kvůli sopečné aktivitě (obláčky dýmu) i občasné kriminalitě na úbočí sopky se doporučuje najmout místního průvodce. V roce 1983 byla na úbočí vrcholu Guagua Pichincha postavena chata, která je používána především vědci. Možné je i ubytování pro menší skupiny horolezců.

## Lanová dráha
V roce 2005 byla na sopku dostavěna lanovka, která začíná v nadmořské výšce 2950 metrů a končí ve výšce 4050 metrů. Lanovka je kabinková a každá kabinka má šest míst k sezení. U dolní stanice je vystavěn velký zábavní park.